# Ce que femme veut (film, 1934)
Pour les articles homonymes, voir Ce que femme veut.
Pour plus de détails, voir Fiche technique et Distribution.
Ce que femme veut (The Lady is Willing) est un film britannique réalisé par Gilbert Miller (en), sorti en 1934.

## Synopsis
Lorsqu'un investissement proposé par Gustav Dupont laisse un groupe de Français en faillite, certains des investisseurs floués - le professeur Ménard, le banquier Pignolet et un boxeur nommé Welton - engagent le détective Albert Latour, un ancien militaire, pour enquêter. Après avoir appris que Dupont tente de vendre le château de sa femme Hélène à une entreprise de traitement de déchets, Latour décide de kidnapper Hélène et de demander une forte rançon. Se faisant passer pour Germond, un médecin de campagne excentrique, Latour dit à Dupont qu'il veut acheter le château pour le double de la somme qui lui est offerte. Dupont invite Latour au château pour un week-end, mais ne parvient pas à convaincre Hélène de lui confier le contrôle de la propriété. Pendant ce temps, Ménard, Pignolet et Welton se préparent à kidnapper Hélène, comme Latour l'a organisé avec eux. Toujours déguisé en Germond, Latour rend visite à Hélène dans son jardin et les partenaires de Latour l'enlèvent et assomment Latour en même temps. Plus tard, Dupont découvre un Latour étourdi avec une demande de rançon. Sachant que Dupont cherche désespérément à retrouver Hélène à temps pour faire la vente, Latour (alias Germond) lui suggère d'engager « Latour » pour enquêter sur la disparition d'Hélène. Après avoir appris pourquoi elle a été enlevée, Hélène échappe à ses ravisseurs, rentre chez elle et demande à Latour de l'aider à quitter son mari. Soucieux de conclure l'affaire maintenant qu'Hélène est de retour, Dupont téléphone au vrai Germond et lui demande de venir au château. Latour intercepte Germond à la porte et lui dit que Dupont est fou, son obsession particulière étant de vendre sa propriété en faisant un profit important. Pour calmer ce Dupont supposé frénétique, Germond propose d'acheter la propriété d'Hélène pour une somme énorme. Hélène demande alors à son mari une grosse somme pour lui transférer ses droits sur le château. Lorsque les trois amis de Latour se présentent pour alerter Latour de l'évasion d'Hélène, ils confondent Germond avec leur chef, mais Latour dit à Dupont que les hommes sont des gardes venus pour emmener Germond à l'asile. Quand Dupont découvre enfin la ruse, il déclare son intention de divorcer d'Hélène. Après avoir remboursé les investisseurs avec l'argent du transfert, Hélène et Latour partent rendre visite à la mère d'Hélène.

## Fiche technique
- Titre original : The Lady is Willing
- Titre français : Ce que femme veut
- Réalisation : Gilbert Miller (en)
- Scénario : Guy Bolton, d'après la pièce Une femme ravie de Louis Verneuil
- Direction artistique : Oscar Friedrich Werndorff
- Photographie : Joseph Walker
- Son : Edward Bernds
- Montage : Otto Ludwig
- Production : Joseph Friedman
- Société de production : Columbia British Productions
- Société de distribution : Columbia Pictures Corporation
- Pays d'origine :  Royaume-Uni
- Langue originale : anglais
- Format : Noir et blanc  — 35 mm — 1,37:1 — son mono
- Genre : Comédie
- Durée : 74 minutes
- Dates de sortie : États-Unis : 11 août 1934

## Distribution
- Leslie Howard : Albert Latour
- Cedric Hardwicke : Gustav Dupont
- Binnie Barnes : Helene Dupont
- Nigel Playfair : Menard
- Nigel Bruce : Welton
- Graham Browne : Pignolet
- Kendall Lee : Valerie
- Claud Allister : Brevin
- Arthur Howard : Docteur Germond
- Virginia Field : Yvonne, la femme de chambe d'Helene